# Andrius Šidlauskas
Andrius Šidlauskas, född 6 april 1997 i Panevėžys, är en litauisk simmare.

## Karriär
Vid EM 2024 i Belgrad tog Šidlauskas brons på 100 meter bröstsim.